# Kielmeyera humifusa
Kielmeyera humifusa är en tvåhjärtbladig växtart som beskrevs av Augustin François César Prouvençal de Saint-Hilaire.
Kielmeyera humifusa ingår i släktet Kielmeyera och familjen Calophyllaceae. Inga underarter finns listade i Catalogue of Life.